# Szabolcs, Szabolcs-Szatmár-Bereg
Szabolcs  este un sat în districtul Nyíregyház, județul Szabolcs-Szatmár-Bereg, Ungaria, având o populație de 378 de locuitori (2011). 

## Demografie
Componența etnică a satului Szabolcs
     Maghiari (94,72%)
     Romi (5,28%)
Componența confesională a satului Szabolcs
     Reformați (40,74%)
     Romano-catolici (28,84%)
     Greco-catolici (13,49%)
     Fără religie (1,59%)
     Luterani (1,32%)
     Necunoscută (14,02%)
Conform recensământului din 2011, satul Szabolcs avea 378 de locuitori. Din punct de vedere etnic, majoritatea locuitorilor (94,72%) erau maghiari, cu o minoritate de romi (5,28%). Nu există o religie majoritară, locuitorii fiind reformați (40,74%), romano-catolici (28,84%), greco-catolici (13,49%), persoane fără religie (1,59%) și luterani (1,32%). Pentru 14,02% din locuitori nu este cunoscută apartenența confesională.